# Mycobacterium ulcerans
 (novembre 2022).
Si vous disposez d'ouvrages ou d'articles de référence ou si vous connaissez des sites web de qualité traitant du thème abordé ici, merci de compléter l'article en donnant les références utiles à sa vérifiabilité et en les liant à la section « Notes et références ».
Espèce
Mycobacterium ulcerans est la bactérie responsable de l'ulcère de Buruli appelé aussi Mbasu, une infection nécrosante des tissus sains survenant surtout aux membres inférieurs par une petite plaie infectée. Elle se présente sous plusieurs formes suivant son degré d'évolution : nodules, plaques ou ulcères ouverts.
Cette maladie est présente surtout dans les régions tropicales, notamment en Afrique centrale, mais également en Asie ou en Australie. Elle a été décrite pour la première fois en 1897 en Ouganda par Sir Albert Cook.
Habituellement, le génome des bactéries mycobactérium est composé d'un chromosome unique sans plasmide. Ce n'est pas le cas de mycobacterium ulcerans, qui possède un plasmide portant un facteur de virulence: la mycolactone. 
Le bacille sécrète donc une toxine appelée mycolactone. Cette molécule est une cytotoxine de la famille des macrolides et qui possède la faculté de détruire les cellules des tissus dans lequel il se trouve : les cellules cutanées, ainsi que les cellules nerveuses de la peau notamment. Malgré la mort des cellules, le sujet ne ressent pas de douleur car la mycolactone est anesthésiante. De plus, cette destruction ne génère pas de réaction inflammatoire.  
La lésion initiale est un œdème banal puis il y a destruction des tissus par la mycolactone qui "troue" la peau, formant l'ulcère. La plaie finira par cicatriser en fibrosant. La maladie n'est pas mortelle mais elle est socialement lourde : une fibrose des mains entraine une perte de sa fonction ; or dans les pays où la bactérie est retrouvée (Afrique majoritairement), le travail est surtout manuel.
Ceux-ci ont une croissance lente, à une température optimale de 32 °C.
Les punaises aquatiques de la famille des Naucoridae ont été avancées comme réservoirs possibles du bacille. Des chercheurs de l'Institut Pasteur et de l'INSERM ont montré en 2006 que la salive de ces punaises confère une véritable protection contre le bacille Mycobacterium ulcerans. Un groupe de recherche australien a avancé l'hypothèse que les moustiques sous forme larvaire pouvaient également abriter le bacille.
Un traitement par multi-antibiothérapie streptomycine et Rifampycine associé donne de bons résultats et un taux de guérison important. Des essais cliniques de traitement par thermothérapie (inactivation des bacilles par la chaleur) ont été également entrepris.
Cette maladie a fait l'objet d'un classement par l'OMS au titre des maladies tropicales négligées. De nombreux programmes de recherche sont en cours, notamment grâce à un consortium de recherche associant de multiples laboratoires.